# Norton (Kansas)
Norton é uma cidade localizada no estado americano de Kansas, no Condado de Norton.

## Demografia
Segundo o censo americano de 2000, a sua população era de 3012 habitantes.
Em 2006, foi estimada uma população de 2760, um decréscimo de 252 (-8.4%).

## Geografia
De acordo com o United States Census Bureau tem uma área de
5,0 km², dos quais 5,0 km² cobertos por terra e 0,0 km² cobertos por água. Norton localiza-se a aproximadamente 705 m acima do nível do mar.

## Localidades na vizinhança
O diagrama seguinte representa as localidades num raio de 28 km ao redor de Norton.